# Alicilio Pinto Silva Junior
Alicilio Pinto Silva Junior (15 de mayo de 1977) es un exfutbolista brasileño que se desempeñaba como defensa.
Jugó para clubes como el Kyoto Purple Sanga (1998).

## Trayectoria

### Clubes
| Club               | País  | Año  |
| ------------------ | ----- | ---- |
| Kyoto Purple Sanga | Japón | 1998 |

## Estadística de carrera

### J. League
| Club               | Año   | J. League | J. League | Copa J. League | Copa J. League | Total | Total |
| Club               | Año   | Part.     | Goles     | Part.          | Goles          | Part. | Goles |
| ------------------ | ----- | --------- | --------- | -------------- | -------------- | ----- | ----- |
| Kyoto Purple Sanga | 1998  | 27        | 0         | 2              | 0              | 29    | 0     |
| Total              | Total | 27        | 0         | 2              | 0              | 29    | 0     |